# Xanthoria elegans
 (juillet 2025).
Espèce
Xanthoria elegans, ou la Xanthorie élégante est une espèce de lichens du genre Xanthoria.
C'est une espèce saxicole (vivant sur les rochers) et nitrophile : les matières fécales des oiseaux faisant le guet ou nichant sur ces rochers lui fournissent les substances nutritives nécessaires.
Psychrophile, elle peut effectuer la photosynthèse jusqu'à −24 °C et continuer à croître à −10 °C.